# Hamza Ait Allal
Hamza Ait Allal (en arabe : حمزة آيت علال), né le 8 janvier 2000 est un footballeur marocain. Il joue actuellement libre  au poste d'arrière droit 

## Statistiques
| Saison                | Club                  | Championnat           | Championnat | Championnat | Coupe(s) nationale(s) | Coupe(s) nationale(s) | Compétition(s) continentale(s) | Compétition(s) continentale(s) | Compétition(s) continentale(s) | Total | Total |
| Saison                | Club                  | Division              | M.          | B.          | M.                    | B.                    | Comp.                          | M.                             | B.                             | M.    | B.    |
| 2019-2020             | Rapide Oued-Zem0      | Botola                | 2           | 0           | 1                     | 0                     | -                              | 0                              | 0                              | 3     | 0     |
| Sous-total            | Sous-total            | Sous-total            | 2           | 0           | 1                     | 0                     | -                              | 0                              | 0                              | 3     | 0     |
| 2020-2021             | Wydad                 | Botola                | 13          | 0           | 2                     | 0                     | C1                             | 2                              | 0                              | 17    | 0     |
| 2021-2022             | Wydad                 | Botola                | 6           | 0           | 0                     | 0                     | C1                             | 1                              | 0                              | 7     | 0     |
| Sous-total            | Sous-total            | Sous-total            | 19          | 0           | 2                     | 0                     | -                              | 3                              | 0                              | 24    | 0     |
| Total sur la carrière | Total sur la carrière | Total sur la carrière | 21          | 0           | 3                     | 0                     | -                              | 3                              | 0                              | 27    | 0     |

## Palmarès

### En club
Wydad Casablanca
- Championnat du Maroc (2) :
  - Champion : 2020-21 et 2022.
- Ligue des champions de la CAF
  - Vainqueur : 2022